# 李旭丹
李旭丹（1989年9月4日—），中国越劇演員，生于浙江省衢州市常山县。

## 生平
李旭丹毕业于江苏省戏剧学校，特长为越剧与古筝。師承越剧表演艺术家王文娟，是她的徒孙。李旭丹曾經參加北京电视台红楼梦中人选秀节目，並奪得林黛玉组冠军，后退出红楼梦剧组。
2008年，李旭丹加盟上海越剧院。後來李旭丹與王汝剛之子王悦阳結婚。

### 引用
1. 1 2  李旭丹：钱江源头走出来的林妹妹 （页面存档备份，存于），新浪网
2. ↑  ‘红楼梦选秀’揭晓，上海姑娘演黛玉，北京美女饰宝钗 （页面存档备份，存于），联合早报网
3. ↑  红楼梦中人选秀落幕，黛钗人选诞生 的存檔，存档日期2007-11-11.，新华网
4. ↑  退出"红楼"培训 李旭丹：除了黛玉别的我不演 （页面存档备份，存于），新华网
5. ↑  李旭丹加盟上海越剧院，白燕升对其欣赏有加 （页面存档备份，存于），新浪网
6. ↑  . 新民晚報.   [2021-07-02]. （原始内容存档于2013-10-29）.

### 网页
- 李旭丹简介 （页面存档备份，存于），新浪网
- 红楼梦中人李旭丹 （页面存档备份，存于），搜狐